# Saab 93
Pour la voiture présente sur le marché depuis 1998, voir Saab 9-3.
La Saab 93 est une automobile développée et produite par le constructeur automobile suédois Saab entre 1955 et 1960.

## Saab 93

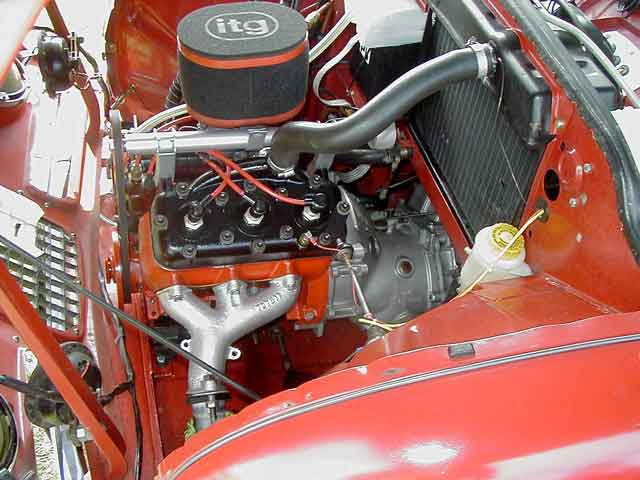
Moteur 2 temps

La voiture fut annoncée dès le 18 août 1955 et présentée pour la première fois le 1er décembre 1955. Dessinée par Sixten Sason avec une inspiration italienne, elle reçut un moteur trois cylindres deux-temps de 758 cm3 monté longitudinalement et fournissant jusqu'à 33 ch (25 kW). Ce moteur, développé avec la collaboration de l'ingénieur allemand DKW Hans Müller, bénéficiait d'un carburateur Solex 40AIC. Délaissant les barres de torsion de la 92, la 93 adopta des ressorts hélicoïdaux pour une meilleure tenue de route. En 1957, les ceintures de sécurité deux points furent introduites en option. La 93 devint la première Saab à être exportée de Suède, la plupart des exemplaires étant destinés aux États-Unis. Un embrayage automatique Saxomat, de fabrication Fitchel & Sachs, et un toit rétractable étaient proposés en option.

## Saab 93B

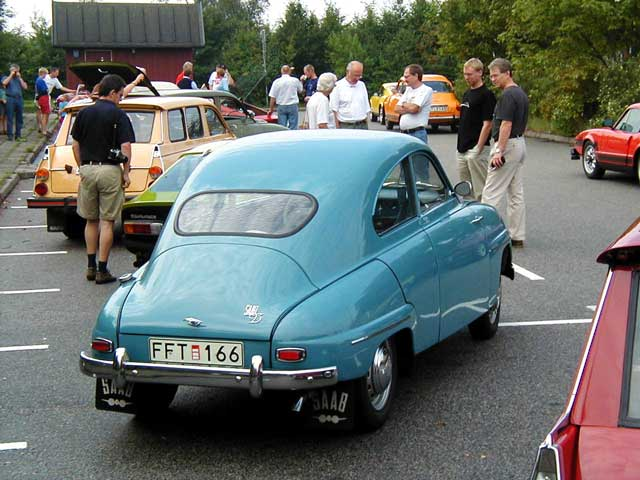
Saab 93B

Le 2 septembre 1957 marque le lancement de la 93B. Le pare-brise en deux parties est remplacé par un pare-brise unique. Elle reçoit en outre une nouvelle calandre et des feux clignotants en remplacement des indicateurs mécaniques. Autre évolution : le mélange huile-essence devient automatique.
La même année Erik Carlsson finit 1er au Rallye de Finlande à bord d'une Saab 93, puis réitère l'exploit en 1959 au Rallye de Suède.

## Saab 93F
En 1960 apparaît la 93F, F pour « Front » (avant), car pour plus de sécurité les portières sont désormais équipées de charnières placées côté avant de la marche du véhicule, et non plus arrière. Elle se caractérise aussi par un système de refroidissement plus élaboré et la présence de bavettes garde-boue à l'arrière. Cette version ne sera produite qu'à six cents exemplaires, s'agissant de la dernière année de production du véhicule, qui sera remplacé par la plus moderne Saab 96.
En tout 52 731 Saab 93 auront été produites.

## Historique en compétition

### 1956
- Rallye de Wiesbaden, Allemagne (24 juin 1956)
- 1er Bengt Jonsson et Kjell Persson
- Rallye Viking, Norvège
  - 1er Carl-Magnus Skogh
  - 2e Erik Carlsson
  - 4e Ivar Andersson
- Rikspokalen, Suède
  - 1er Erik Carlsson
- Scandiatrofén, Suède
  - 1er Erik Carlsson et Carl-Magnus Skogh (ex æquo)
- Tour d'Europe Continental
  - 2e Rolf Mellde et Sverker Benson
- Rallye des Tulipes, Pays-Bas
  - 2e Sture Nottorp et Charlie Lohmander
  - 3e Gunnar Bengtsson et Sven Zetterberg
  - 7e Bengt Jonsson et Sölve Relve

### 1957
- Mille Miglia, Turismo Preparato 750 cm3, Italie
  - 1er Charlie Lohmander et Harald Kronegård
- GAMR - Great American Mountain Rallye, États-Unis
  - 1er Bob Wehman et Louis Braun, États-Unis
  - 1er Meilleure équipe constructeur
  - 6e Rolf Mellde et Morrow Mushkin
  - 17e Jerry Jankowitz et Doris Jankowitz
- Rallye des 1000 lacs, Finlande
  - 1er Erik Carlsson
  - 1er Meilleure équipe constructeur Erik Carlsson, Carl-Otto Bremer, Harald Kronegård
  - 1er Finnish champion, Carl-Otto Bremer
- Rallye Adriatique, Yougoslavie
  - 1er R M Hopfen
- Lime Rock Rally, États-Unis
  - 1er Bob Wehman
- Rikspokalen, Suède
  - 1er Carl-Magnus Skogh
- Finnish Snow Rallye, Finlande
  - 2e Erik Carlsson
- Acropolis Rally Greece, Grèce
  - 2e Henri Blanchoud
- Rallye Atlas-Oasis, Maroc
  - 2e Harald Kronegård et Leonce Beysson

### 1959
- 1er au Midnattssolsrallyt[3]
  - Erik Carlsson / Mario Pavoni

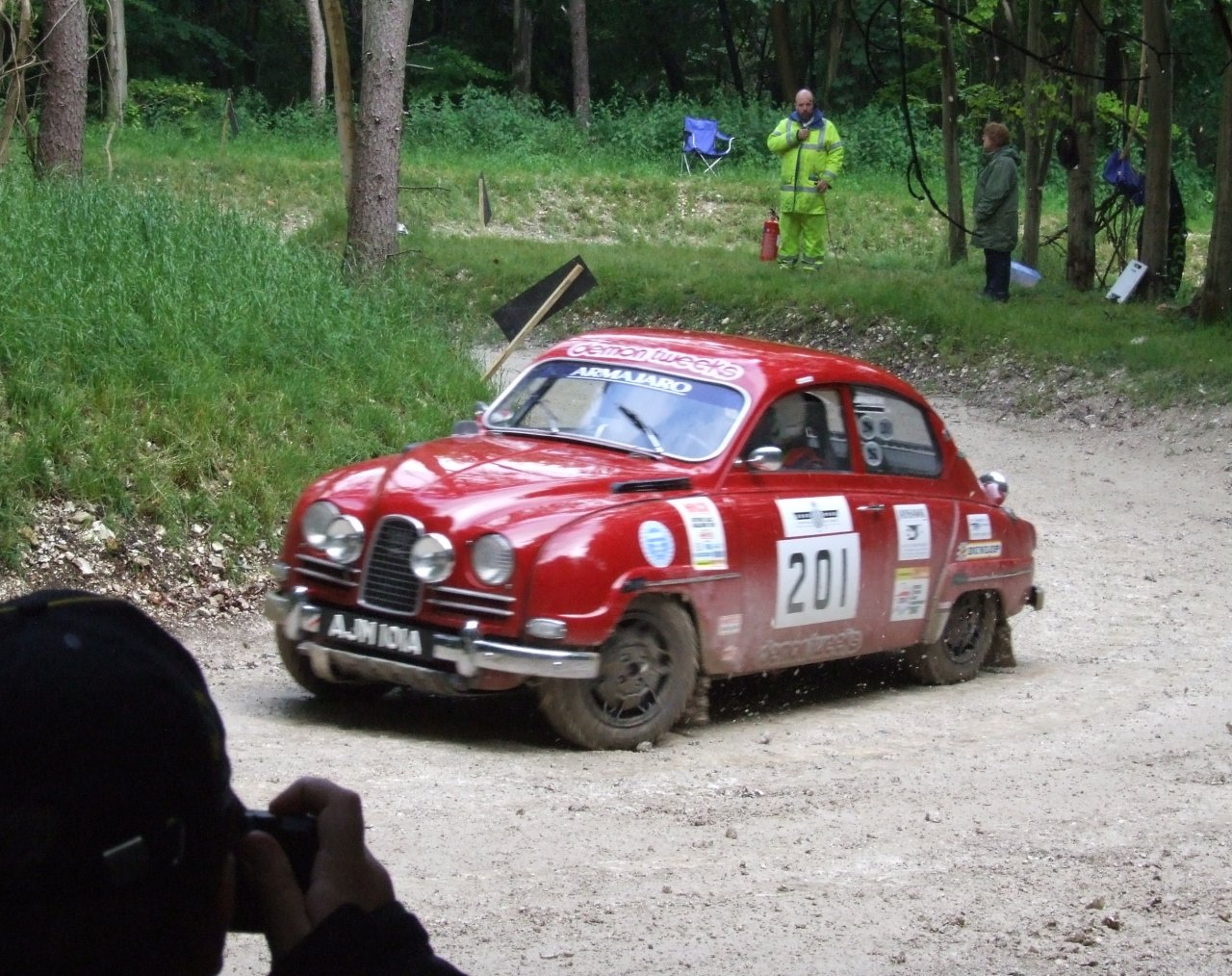
La Saab 93 en rallye.

En 1959, deux Saab 93 sont engagées aux 24 Heures du Mans. La meilleure d'entre elles termine au douzième rang.

### 60
- Finnish Snow Rallye, Finlande
  - 1er Carl-Otto Bremer